# 东莞轨道交通2号线
東莞軌道交通2号线，规划时称R2线，是中國廣東省東莞市的一条地鐵路線，于2010年3月26日动工建设，并于2015年12月29日开始试运行，2016年5月27日正式通车，是东莞轨道交通系统最早通车的地铁线路。二号线首建段通車後連接廣深鐵路東莞站、廣深港高速鐵路虎門站、广惠城际铁路西平西站，以及東莞中心区南城街道、东城街道、莞城街道。

## 线路

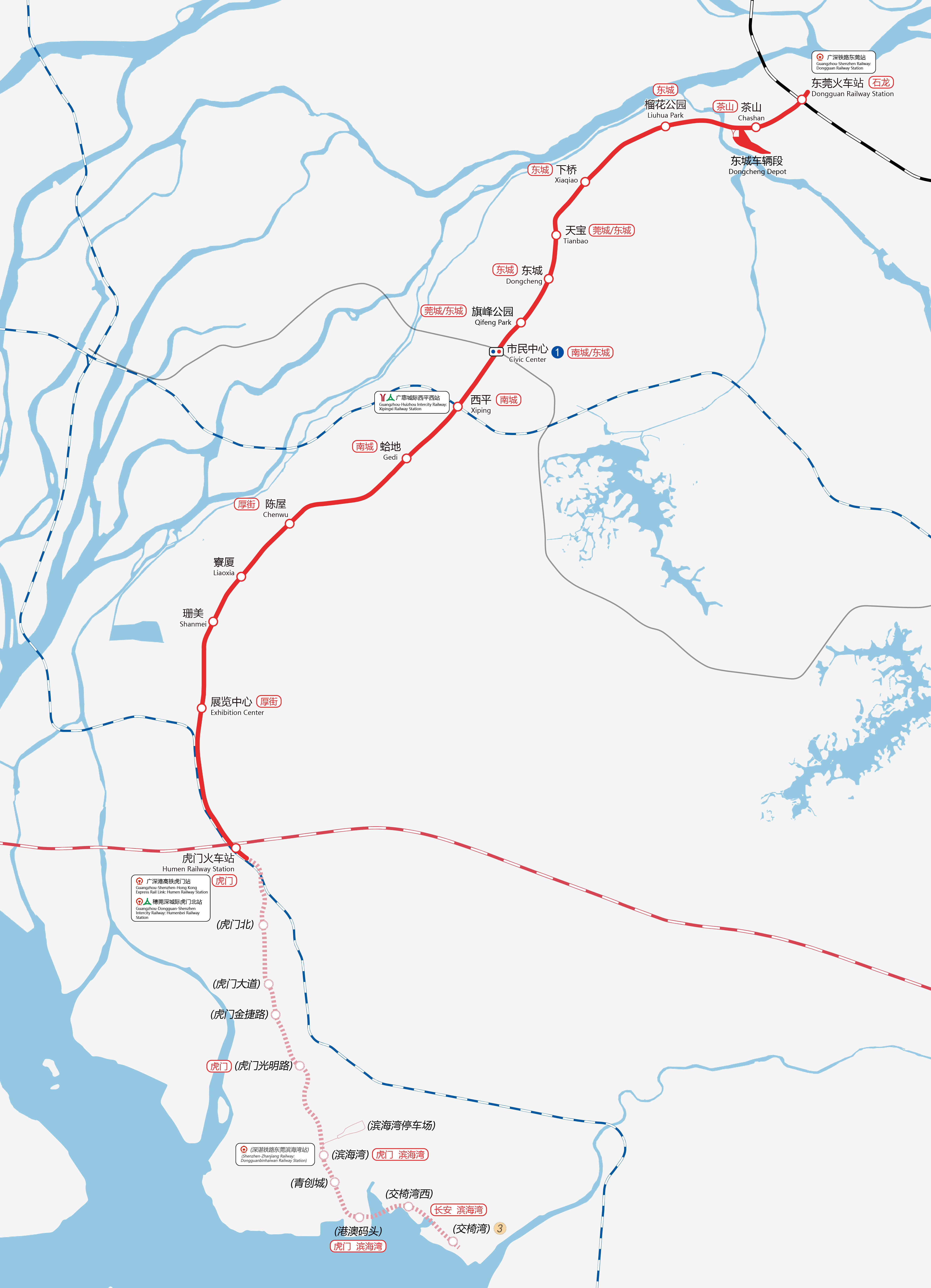
2号线实际走向图，含建设中的三期

二号线分为一期、二期与三期推进。一、二期工程已建成运营，三期正在建设。
2号线首建段由一期（石龙（现东莞火车站）-新城中心（现西平站））与二期（新城中心-新东莞站（现虎门火车站））组成，总长37.74km，其中地下线长33.73km，高架线长3.589km，过渡段长0.424km。全线共设置15座车站、2座主变电所，在茶山站西侧设东城车辆段，在西平站西北侧东莞轨道交通大厦设西平控制中心。
2号线首建段起于东莞北部石龙镇西湖、茶山镇京山交界处的东莞火车站地下，线路于广深铁路的东莞站西侧以地下线敷设形式引出，沿方中路地下向西南行走，于方中路与茶山北路交叉口处设茶山站，向西跨过寒溪河后沿莞龙路向西南方向延伸，于榴花公园南侧设榴花公园站，出站后下穿莞深高速与环城东路，于东莞果菜副食交易市场前设下桥站。随后线路沿莞龙路向西南方向继续延伸，在进入莞城区后沿东城中路向南行进，在东城中路温南路路口设天宝站，随后途经旗峰公园南端并沿东莞大道向西南方前行。在会展中心前鸿福路路口设鸿福路站与1号线换乘后继续以地下线方式向西南方向敷设，在东莞大道西平二路路口设西平西站与广惠城际铁路换乘。线路往西南偏西方向下穿广深高速与博览大道后沿莞太路向南行进，穿过厚街镇进入虎门镇，线路在展览中心站后由地下线转为高架，随即于莞太路白沙村委附近设终点虎门火车站，与穗莞深城际线、广深港客运专线形成衔接。
2号线三期工程将向南延伸至長安新區，於虎門南站与深圳地铁20号线、廣州地鐵22號線及深湛鐵路東莞濱海灣站衔接。

## 车站
| 車站編號                                                                                             | 站名       | 换乘路线 / 车站           | 所在地     | 啟用時間      | 车站形式     |
| 2號線                                                                                                | 2號線      | 2號線                     | 2號線      | 2號線         | 2號線        |
| --- | ---------- | ------------------------- | ---------- | ------------- | ------------ |
| 201                                                                                                  | 东莞火车站 | 东莞站                    | 石龍鎮     | 2016年5月27日 | 地下島式月台 |
| 202                                                                                                  | 茶山       |                           | 茶山鎮     | 2016年5月27日 | 地下島式月台 |
| 203                                                                                                  | 榴花公園   |                           | 東城街道   | 2016年5月27日 | 地下島式月台 |
| 204                                                                                                  | 下橋       |                           | 東城街道   | 2016年5月27日 | 地下島式月台 |
| 205                                                                                                  | 天宝       |                           | 東城街道   | 2016年5月27日 | 地下島式月台 |
| 206                                                                                                  | 东城       |                           | 東城街道   | 2016年5月27日 | 地下島式月台 |
| 207                                                                                                  | 旗峰公园   |                           | 東城街道   | 2016年5月27日 | 地下島式月台 |
| 208                                                                                                  | 鸿福路     | 1号线 广州地铁28号线      | 南城街道   | 2016年5月27日 | 地下島式月台 |
| 209                                                                                                  | 西平       | 西平西站：广惠城际        | 南城街道   | 2016年5月27日 | 地下島式月台 |
| 210                                                                                                  | 蛤地       |                           | 南城街道   | 2016年5月27日 | 地下島式月台 |
| 211                                                                                                  | 陳屋       |                           | 厚街鎮     | 2016年5月27日 | 地下島式月台 |
| 212                                                                                                  | 寮廈       |                           | 厚街鎮     | 2016年5月27日 | 地下島式月台 |
| 213                                                                                                  | 珊美       |                           | 厚街鎮     | 2016年5月27日 | 地下島式月台 |
| 214                                                                                                  | 展览中心   |                           | 厚街鎮     | 2016年5月27日 | 地下島式月台 |
| 215                                                                                                  | 虎门火车站 | 虎门站 虎门北站：穗深城际 | 虎門鎮     | 2016年5月27日 | 高架側式月台 |
| 建设中三期                                                                                           |            |                           |            |               |              |
| 216                                                                                                  | 虎门北     |                           | 虎門鎮     | 預計2027年    | 地下島式月台 |
| 217                                                                                                  | 虎门大道   |                           | 虎門鎮     | 預計2027年    | 地下島式月台 |
| 218                                                                                                  | 虎门金捷路 |                           | 虎門鎮     | 預計2027年    | 地下島式月台 |
| 219                                                                                                  | 虎门光明路 |                           | 虎門鎮     | 預計2027年    | 地下島式月台 |
| 220                                                                                                  | 滨海湾     | 东莞滨海湾站              | 滨海湾新区 | 預計2027年    | 地下島式月台 |
| 221                                                                                                  | 青创城     |                           | 滨海湾新区 | 預計2027年    | 地下島式月台 |
| 222                                                                                                  | 港澳码头   |                           | 滨海湾新区 | 預計2027年    | 地下島式月台 |
| 223                                                                                                  | 交椅湾西   |                           | 滨海湾新区 | 預計2027年    | 地下島式月台 |
| 224                                                                                                  | 交椅湾     | 3号线 深圳地铁20号线      | 滨海湾新区 | 預計2027年    | 地下島式月台 |
| 註釋                                                                                                 |            |                           |            |               |              |
| - 2号线三期正在建设中，最终车站命名情况须以有关部门批复为准。 - 所有以斜体标识的线路和车站均未开通。 |            |                           |            |               |              |
| 论 编                                                                                                |            |                           |            |               |              |

### 换乘站
将会成为换乘站的车站
- 鴻福路站：换乘1號線及广州地铁28号线。
- 虎门大道站：换乘10號線。10號綫為遠期線路，2號綫建造只预留换乘通道。
- 濱海灣站：换乘9號線、广州地鐵22號線及深圳地鐵20號線。[4]三線均為遠期線路，2號綫建造只预留广州22號線换乘节点。
- 港澳码头站：换乘14號線。14號綫為遠期線路，故未设置預留。
- 交椅湾站：换乘3号线及深圳地鐵20號線。2号线建造时将同步建设3号线的站台，深圳20号线北延段为远期线路，2号线建造时仅作部分预留。

## 使用列车
东莞轨道交通二号线采用6节编组的B型车，为浦镇旗下CIVAS平台，列车和轨道线路设计最高运行速度是120km/h。
2号线初期购置20列列车，由南车浦镇及广东南车负责制造。首列列车已于2014年10月30日使用平板车运抵东城车辆段。2022年10月27日，本型列车陆续开始大修，计划在3年内分批完成。
随着客流不断增长，现有客车无法满足未来需求，东莞轨道交通于2021年为本线增购9列/54辆车。相关订单同样由中车浦镇中标，并由中车广东制造。首列车于2023年4月21日下线，该车同时为中车广东制造的第1,000辆地铁列车；该车随后于4月28日运抵东城车辆段。2024年2月5日，增购列车正式上线运营。截至2025年4月，已上线4列。

## 功能作用
2号线途经7个镇街，连接东莞西部城镇密集带，着力于加强城区与厚街、虎门、长安之间的联系；为沿线城镇提供便捷的交通服务；与珠三角区域轨道交通枢纽衔接，支持东莞与广州、深圳和香港的区域合作线并同时实现了与广深铁路、广深港客运专线的互联互通。2号线作为与东莞西部经济走廊的交通主通道，是实现东莞市轨道交通“内聚外联”功能的重要组成部分。

## 大事记

### 一、二期
- 2007年4月1日，東莞市圖書館的展示中，2号线（R2線）的站點首次對公眾公佈[15]。
- 2010年2月5日，2号线被东莞市人民政府列入东莞市重点工程项目[16]。
- 2010年3月26日，随着东莞市副市长梁国英一声令下，挖掘机进入东城温南路工地展开作业，2号线（R2線）试验段正式动土兴建[1]。
- 2010年3月28日，以中铁二局企业精神命名的“开路先锋一号”和“开路先锋十号”盾构机在2号线（R2線）2304标举行首发仪式[17]。
- 2010年7月6日，全线第一幅连续墙（天宝站）正式施工。
- 2011年4月17日，全线第一个车站-东城站主体结构封顶。
- 2011年7月13日，全线第一台盾构始发掘进（天宝站～东城站区间）。
- 2012年4月30日，全线第一台盾构机到达，第一条隧道（天宝站～东城站区间）贯通。
- 2012年5月23日，全线第一个区间（天宝站～东城站区间）隧道双线贯通。
- 2014年6月6日，全线唯一的高架区间（展览中心站～虎门站）贯通。
- 2014年9月10日，全线15座车站主体结构全部封顶。
- 2014年12月8日，全线最后1条隧道（珊美站～展览中心站区间右线）贯通。至此，全线14个区间隧道全部贯通，全线主体工程全部完工。[18]
- 2015年12月29日，全线建成试运行[2]。
- 2016年5月27日，一、二期工程（东莞火车站-虎门火车站）全线正式通车[19]。
- 2025年1月28日，2号线一、二期工程由初期运营转入正式运营[20]。

### 三期
- 2022年8月24日，2号线三期正式开工[21][22]。
- 2024年2月2日，2号线三期首台盾构始发（虎门火车站～虎门北站区间）[23]。
- 2024年10月16日，虎门大道至金捷路区间贯通，为三期首个贯通的区间[24]。